# Miguel Díaz-Canel
Miguel Mario Díaz-Canel Bermúdez (født 20. april 1960) er Cubas nuværende præsident, den 19. i rækken.
Han har tidligere været 1. vicepræsident for Cubas statsråd og for ministerrådet fra 2013 til 2018. Han har været medlem af politbureauet i Cubas kommunistparti siden 2003, og han var minister for videregående uddannelse fra 2009 til 2012.
Den 18. april 2018 blev han udpeget som efterfølger for præsident Raúl Castro og blev taget i ed dagen efter.
Den 19. april 2021 overtog han posten som leder af Cubas kommunistiske parti.